# Rządowe Centrum Analiz
Rządowe Centrum Analiz (RCA) – państwowa jednostka w Kancelarii Prezesa Rady Ministrów funkcjonująca jako organ pomocniczy Prezesa Rady Ministrów, który zapewnia koordynację działalności Rady Ministrów, Prezesa Rady Ministrów oraz innych organów administracji rządowej w zakresie opracowywania analiz dotyczących kluczowych polityk publicznych. Szefem RCA był w latach 2019–2023 dr hab. Norbert Maliszewski, prof. UKSW, sekretarz stanu w Kancelarii Prezesa Rady Ministrów (2021–2023).

## Historia
25 kwietnia 2018 Prezes Rady Ministrów Mateusz Morawiecki podpisał zarządzenie w sprawie powołania prof. dr hab. Waldemara Parucha na stanowisko Pełnomocnika Prezesa Rady Ministrów do spraw utworzenia i funkcjonowania Centrum Analiz Strategicznych. 31 grudnia 2018 zarządzenie to zostało zmienione i prof. dr hab. Waldemar Paruch został oficjalnie szefem Centrum Analiz Strategicznych.
W grudniu 2019 prof. dr. hab. Waldemara Parucha na stanowisku szefa CAS zastąpił prof. UKSW dr hab. Norbert Maliszewski. W czerwcu 2020 roku do CAS zostało włączone Biuro Monitorowania Portfela Projektów Strategicznych, a szef CAS został Przewodniczącym Rady Portfela Projektów Strategicznych. 
21 sierpnia 2021 weszła w życie zmiana ustawy o Radzie Ministrów. Na jej mocy działalność zakończyło CAS i powstało Rządowe Centrum Analiz. 20 października tego samego roku szef RCA został mianowany sekretarzem stanu w Kancelarii Prezesa Rady Ministrów. W grudniu 2023 Norbert Maliszewski zakończył pełnienie funkcji szefa RCA oraz sekretarza stanu w KPRM.

## Szefowie
CAS/RCA kierowali: 
| Lp. | Zdjęcie | Imię i nazwisko     | Okres sprawowania funkcji           |
| --- | ------- | ------------------- | ----------------------------------- |
| 1.  |         | Waldemar Paruch     | 31 grudnia 2018 – 29 listopada 2019 |
| 2.  |         | Norbert Maliszewski | 12 grudnia 2019 – grudzień 2023     |

## Zadania
Zakres kompetencji RCA określa Ustawa o Radzie Ministrów. Wynika z niej, iż RCA zapewnia koordynację działalności Rady Ministrów, Prezesa Rady Ministrów oraz innych organów administracji rządowej w zakresie opracowywania analiz dotyczących kluczowych polityk publicznych, wykonując poniższe zadania:
- analizowanie wybranych obszarów społeczno-gospodarczych, w ujęciu horyzontalnym lub strategicznym, w celu identyfikacji problemów oraz określenia propozycji ich rozwiązania;
- realizowanie zadań w zakresie badań i studiów strategicznych w sprawach wewnętrznych oraz międzynarodowych;
- opiniowanie projektów dokumentów rządowych pod względem ich zgodności z celami polityki Rządu oraz prognozowanymi skutkami społecznymi, gospodarczymi i prawnym;
- zapewnienie wsparcia analitycznego członkom Rady Ministrów w projektowaniu działań Rządu;
- analizowanie procesów decyzyjnych Prezesa Rady Ministrów, Rady Ministrów oraz innych organów administracji rządowej w zakresie spójności strategicznej i programowej Rządu;
- monitorowanie i ocenę skutków przyjętych strategii programowych kluczowych polityk publicznych;
- analizowanie debaty publicznej w celu identyfikacji bieżących procesów społecznych i gospodarczych oraz dokonywanie oceny potrzeb i oczekiwań społecznych i wpływu podejmowanych interwencji publicznych na ich zmianę.

## Struktura
Aktualnie w skład RCA wchodzą trzy departamenty: 
- Departament Studiów Strategicznych[4]
- Departament Analiz[5]
- Departament Oceny Skutków Regulacji[6]